# Висша атестационна комисия
Висшата атестационна комисия (ВАК) е държавна институция в България, съществувала в подчинението на Министерски съвет до 2010 г. Нейната основна функция е да присъжда научните степени и звания, използвани от преподавателите в университетите, научния персонал на Българска академия на науките и други. Създадена е на 14 март 1949 година по съветски модел с цел да бъде засилен държавният контрол в образователната и научната сфера. Подобни органи съществуват и в някои държави от разпадналия се Съветски съюз. Комисията е закрита със закона за развитие на академичния състав, приет през май 2010 г.

## Структура

### Президиум
Съставът на президиума на ВАК към 21 юли 2009 е следният:
- Председател: проф. Александър Викторов Федотов
- Заместник-председател: проф. Дамян Николов Дамянов
- Секретар: проф. Стефан Петров Радев

- Членове:
  - акад. Александър Хараланов Александров
  - акад. Матей Драгомиров Матеев
  - акад. Дечко Дечков Павлов
  - проф. Веселин Желязков Маргаритов
  - акад. Тодор Георгиев Николов
  - акад. Васил Стоянов Сгурев
  - проф. Васил Костадинов Проданов
  - акад. Константин Димитров Косев
  - проф. Иван Русев Маразов
  - проф. Веселина Русева Троева
  - проф. Венелин Стоянов Живков
  - проф. Иванка Николова Лечева
  - проф. Атанас Димитров Ковачев
  - проф. Георги Георгиев Марков
  - проф. Светла Маринова Бъчварова – Пиралкова
  - акад. Петя Иванова Василева
  - проф. Цветан Атанасов Семерджиев
  - проф. Боян Кирилов Медникаров
  - проф. Евгения Коцева Димитрова – Владимирова
  - проф. Михаил Динев Петров
  - проф. Симеон Янакиев Янев
  - акад. Кирил Любенов Боянов
  - акад. Иван Николов Юхновски
  - проф. Доан Джевдет Зия
  - проф. Огнян Стефанов Герджиков
  - проф. Георги Костов Георгиев

### Научните комисии на ВАК и съответните специализирани научни съвети

#### Научна комисия поматематическинауки
```
СНС по информатика и математическо моделиране
СНС по математика
СНС по приложна математика и механика
```

#### Научна комисия похимическинауки
```
СНС по инженерна химия
СНС по неорганична и аналитична химия
СНС по неорганични технологии и металургия
СНС по органична химия и органична технология
СНС по полимери
СНС по теоретична и изчислителна химия
СНС по фармация
СНС по физикохимия
```

#### Научна комисия побиологичнии медико-биологични науки
```
СНС по ботаника и микология
СНС по генетика
СНС по зоология и екология
СНС по микробиология, вирусология и имунология
СНС по молекулярна биология, биофизика и биохимия
СНС по морфология
СНС по физиология и биохимия на растенията
СНС по физиология, патофизиология и фармакология
```

#### Научна комисия погеологическиигеографскинауки
```
СНС по геологически науки
СНС по географски науки
```

#### Научна комисия поелектротехническинауки,електроникаИавтоматика
```
СНС по автоматика и системи за управление
СНС по електронна и компютърна техника
СНС по електротехника
СНС по радиоелектронна и комуникационна техника
```

#### Научна комисия пофизикаиастрономия
```
СНС по радиофизика, физична и квантова електроника
СНС по физика на кондензираната материя
СНС по ядрена физика, ядрена енергетика и астрономия
СНС по геофизика
```

#### Научна комисия поархитектура,строителствоиминни науки
```
СНС по минни науки
СНС по механика на строителните конструкции
СНС по строителни материали и изолации
СНС по архитектура
СНС по високо и ниско строителство
СНС по водно строителство
СНС по геодезия
```

#### Научна комисия поисторическинауки
```
СНС по стара и средновековна история, археология и етнография
СНС по нова и най-нова история
```

#### Научна комисия помедицинскинауки – терапевтични специалности
```
СНС по гастроентерология, ендокринология, хематология, клинична лаборатория и хранене
СНС по дерматология, венерология, инфекциозни болести, епидемиология, паразитология и хелминтология
СНС по кардиология, белодробни болести, нефрология, физиотерапия и спортна медицина
СНС по хигиена, професионални заболявания и социална медицина
СНС по педиатрия и неонатология
СНС по неврология и психиатрия
СНС по рентгенология, нуклеарна медицина, лъчелечение, радиобиология и радиационна хигиена
СНС по военна медицина
СНС по офталмология и оториноларингология
```

#### Научна комисия по медицински науки –хирургичниспециалности
```
СНС по онкология
СНС по офталмология и оториноларингология
СНС по 
стоматология
 и ЛЧХ
СНС по хирургия
СНС по акушерство и гинекология
```

#### Научна комисия поагрономияилесовъдство
```
СНС по растителна защита и агроекология
СНС по хранително-вкусови технологии
СНС по горска промишленост
СНС по лесовъдство и екология
СНС по лозарство, овощарство и зеленчукопроизводство
СНС по почвознание, агрохимия и общо земеделие
СНС по растениевъдство
```

#### Научна комисия поживотновъдствоиветеринарна медицина
```
СНС по развъждане и селекция на селскостопанските животни
СНС по системи на отглеждане и производство на животинска продукция
СНС по мляко и млечни продукти
СНС по заразни и паразитни болести по животните и безопасност на храни от тях
СНС по морфология, физиология и незаразна патология на животните
```

#### Научна комисия пообществени науки
```
СНС по политология
СНС по психология
СНС по социална антропология и науки за културата
СНС по социология
СНС по 
философия

СНС по теология
```

#### Научна комисия пофилология
```
СНС по литературознание
СНС по общо езикознание, класически и нови езици
СНС по славянско езикознание
```

#### Научна комисия помашинни науки
```
СНС по транспортна техника и логистика
СНС по материалознание, технологии и материалообработващи машини
СНС по енергийни технологии и машини
СНС по корабостроене и корабоплаване, морски науки и технологии
СНС по механика, машинознание и мехатроника
СНС по земеделска техника
СНС по механика, металознание, машиностроене и машинознание
СНС по технология на машиностроенето, металорежещи машини
```

#### Научна комисия по военни и военно-инженерни науки
```
СНС по военните науки
СНС по военноинженерни науки
СНС по автоматизирани системи за управление и информатика във военната област
```

#### Научна комисия поикономическинауки
```
СНС по икономическа информация и стопанско управление
СНС по икономически теории и международни икономически отношения
СНС по национално стопанство
СНС по отраслова и фирмена икономика
СНС по финанси, счетоводство и контрол
```

#### Научна комисия поизкуствознаниеиизкуства
```
СНС по изкуствознание и изобразителни изкуства
СНС по музикознание и музикално изкуство
СНС по театрознание, театрално изкуство, кинознание и киноизкуство
```

#### Научна комисия попедагогика
```
СНС по теория и методология на преподаването и обучението по естествени науки и математика
СНС по педагогика
СНС по теория и методика на физическото възпитание и спортната тренировка
```

#### Научна комисия поправнинауки
```
СНС по правни науки
[
2
]
```

## Аналогични Висши атестационни комисии в други страни
- Азербайджан – Висша атестационна комисия Архив на оригинала от 2012-01-17 в Wayback Machine.
- Армения – Висша атестационна комисия на Армения
- Беларус – Висша атестационна комисия на Беларус Архив на оригинала от 2017-05-07 в Wayback Machine.
- Грузия – Съвет на учените експерти на Грузия
- Казахстан – Комитет по контрол в сферата на образованието и науката на Република Казахстан Архив на оригинала от 2010-03-03 в Wayback Machine.
- Киргизстан – Национална атестационна комисия на Киргизстан
- Молдова – Национален съвет по акредитация и атестация на Република Молдова
- Русия – Висша атестационна комисия на Русия Архив на оригинала от 2018-12-01 в Wayback Machine. (на руски: Высшая аттестационная комиссия России)
- Туркменистан – Висш професионално-атестационен комитет на Туркменистан
- Узбекистан – Висша атестационна комисия на Република Узбекистан Архив на оригинала от 2010-03-03 в Wayback Machine. (на узбекски: Ўзбекистон Республикаси Олий аттестация комиссияси)
- Украйна – Висша атестационна комисия на Украйна (на украински: Вища атестаційна комісія України)